# Moked
Moked (hebr.: מוקד, dosł. Skupienie) – izraelska partia polityczna działająca w latach 70. XX wieku.
W wyborach w 1969 Komunistyczna Partia Izraela (Maki) zdobyła tylko jeden mandat poselski, który objął Mosze Sneh. Kiedy zmarł 1 marca 1972, został zastąpiony przez Szemu’ela Mikunisa. 25 lipca 1973 Maki zmieniła nazwę na Moked i weszła w sojusz z pozaparlamentarnym Ruchem Niebieskoczerwonych.

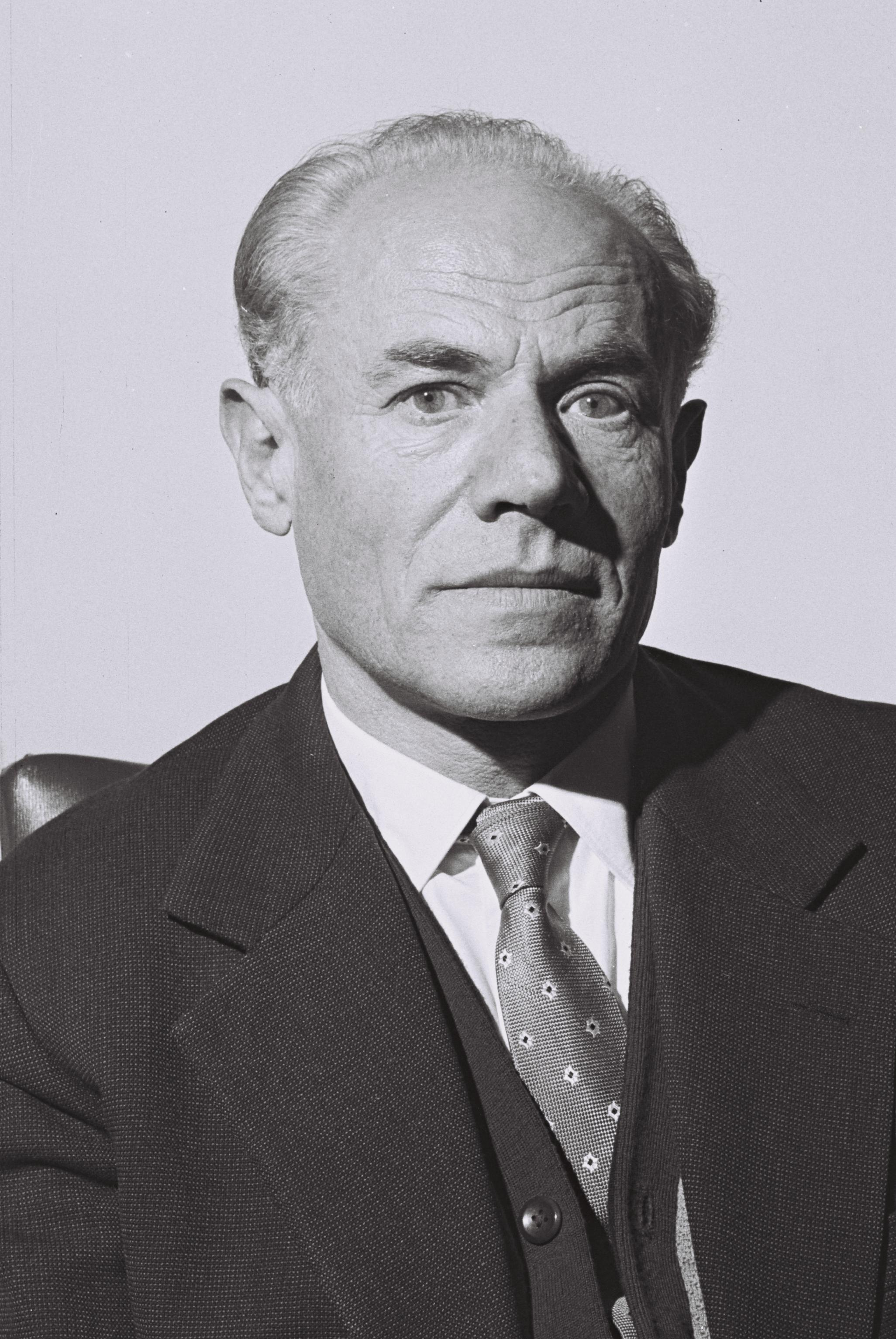
Szemu’el Mikunis

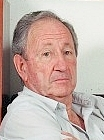
Me’ir Pa’il

Partia opowiadała się za całkowitym wycofaniem z terenów podbitych w wyniku wojny sześciodniowej i utworzeniem niepodległego Państwa Palestyńskiego. Domagała się ograniczenia zależności Izraela od Stanów Zjednoczonych oraz koncentracji na polityce społecznej i gospodarczej. Na czele partii stanął Me’ir Pa’il.
W wyborach w 1973 zdobyła 22 147 głosów (1,4%), co przełożyło się na jeden mandat, który objął Me’ir Pa’il. Frakcja w ósmym Knesecie działała początkowo pod nazwą Moked–Maki–Niebieskoczerwoni, by 21 października 1975 zmienić ją na: Moked – dla Pokoju i Zmian Socjalistycznych. Do kolejnych wyborów Maki poszło jako część ugrupowania Hadasz, zaś Moked włączył się do skrajnie lewicowej partii Szeli.